# Symphitoneuria ampla
Symphitoneuria ampla là một loài Trichoptera trong họ Leptoceridae. Chúng phân bố ở miền Australasia.